# Oberonia cathayana
Oberonia cathayana är en orkidéart som beskrevs av Woon Young Chun och Tang. Oberonia cathayana ingår i släktet Oberonia och familjen orkidéer. Inga underarter finns listade i Catalogue of Life.